# おだてブタ
おだてブタは、タツノコプロ制作のアニメシリーズ・タイムボカンシリーズに登場する架空のキャラクター。および、同シリーズで使用された楽曲の名称。

## 概要
初出はシリーズ第2作『ヤッターマン』（第1作、1977年 - 1979年）の第60話。悪玉メカ（ドロンボーメカ、あるいは三悪メカ）のコクピットの中から現れるメカで、主に毎回悪玉の頭脳担当がメカの性能を自慢するのに対し、女ボスが「流石だねぇ〜」などとおだて囃し立てるセリフを口にすると、ヤシの木が飛び出してそこを登って「ブタもおだてりゃ木に登る」と言うだけのキャラクターであった。同作品の他、『ゼンダマン』（1979年 - 1980年）、『タイムパトロール隊オタスケマン』（1980年 - 1981年）、『タイムボカン王道復古』（OVA、1993年 - 1994年）、『タイムボカン2000 怪盗きらめきマン』（2000年）、『ヤッターマン』（第2作、2008年 - 2009年）、『ヤッターマン × トウシバ』（Webアニメ、2008年 - 2009年）、『グッド・モーニング!!!ドロンジョ』（短編アニメ、2015年 - 2016年）、『タイムボカン24』（2016年 - 2017年）、『タイムボカン 逆襲の三悪人』（2017年 - 2018年）のほか、更に実写映画版の『ヤッターマン』（2009年）にも登場している。
おだてブタが発する「豚もおだてりゃ木に登る」というセリフは、もともとはタイムボカンシリーズの総監督であった笹川ひろしの出身地・福島県会津地方で使われていた囃子言葉だったが、おだてブタの登場をきっかけに、ことわざのように日本全国に広まった。台詞の意味は「人は褒めて、ご機嫌を取れば才能を発揮して、思いがけない成果をもたらすもの」である。
1989年に刊行された『小説タイムボカン』収録作のひとつである「ヤッターマン純情外伝 オダテブタは愛に目覚める」（著：山本優）では、本名が「オラオラ・ド・アイン・テーベ・エト・バッカ・ウルスラ・テェ・アルツハイマー」であり、「バークシャーの領主にして、ヨークシャーの王妃の血を継ぐ、ブタの中のブタ」であるとされている。これらはあくまで同作品独自の設定であるが、2002年に森永製菓より発売された「タツノコプロ40周年 アニバーサリーカード」においても、前出の名称が本名として紹介されている。
実写映画版を除くキャラクターデザインは全て笹川ひろしが担当した（実写映画版のみ寺田克也が担当）。

## 担当声優
- 富山敬（ヤッターマン（第1作）、ゼンダマン、タイムパトロール隊オタスケマン、タイムボカン王道復古）
- 中嶋聡彦（怪盗きらめきマン）
- 山寺宏一（ヤッターマン（第2作）、実写映画版ヤッターマン）
- 愛河里花子（タイムボカン24[3]）
- 上田燿司（タイムボカン24[4]、タイムボカン 逆襲の三悪人）

## 楽曲
A面『おだてブタ』
作詞：松山貫之 / 作曲・編曲：筒井広志 / 歌：筒井広志、スクールメイツ・ブラザーズ。
B面『ドロンボーのなげき唄』
作詞：松山貫之 / 作曲：山本正之 / 編曲：神保正明 / 歌：小原乃梨子、八奈見乗児、立壁和也 / 台詞パート：滝口順平、富山敬
この曲に対して、タイムボカンシリーズの楽曲の多くを手掛けた山本正之は、「自分の曲だったら良かったのになぁ(笑)。」と述べている。
『ヤッターマン』（第1作）では第80話以降より挿入歌として使用、また次作『ゼンダマン』でも、第46話において挿入歌として使用された。